# Rapale
För andra betydelser, se Rapale (olika betydelser).
Rapale är en kommun i departementet Haute-Corse på ön Korsika i Frankrike. Kommunen ligger i kantonen Le Haut-Nebbio som tillhör arrondissementet Bastia. År 2022 hade Rapale 162 invånare.

## Befolkningsutveckling
Antalet invånare i kommunen Rapale
Referens:INSEE